# Sorry (časopis)
Sorry s podtitulem PRavá DEmokratická Legrace je český humoristický měsíčník vycházející od roku 1992.

## Historie
Časopis založili v roce 1992 kreslíři a humoristé okolo Marka Douši a Michala Hrdého, aby měli kde publikovat černý humor. Pravidelnou přílohou je vnitřní dvojstrana s názvem Fámyzdat s podtitulem „víra ve fámy, důvěra v leže“ – pokračovatel občasníku parodujícího noviny, který původně vycházel samostatně.
Časopis vycházel tiskem od roku 1992 do prosince roku 2013. V letech 1992 až 1998 vycházel s finanční podporou deníku Večerník Praha a jeho vydavatele, podnikatele Fidelise Schléeho. Od února 2014 vycházel pouze v internetové podobě na webu Sorryvize.cz a vydávání bylo financováno členy Klubu přátel Sorry, pomocí crowdfundingového portálu Hithit a reklamou.
Od 1. dubna 2015 se časopis vrátil na novinové stánky a začal vycházet jako pravidelný měsíčník. Bylo umožněno si časopis předplatit v papírové či elektronické verzi. Novým vydavatelem časopisu se stala mediální skupina A 11. Šéfredaktory časopisu byli Vářka (Petr Kovář) a Fefík (Milan Podobský), kteří vytvářeli nezaměnitelný kult časopisu Sorry od samého počátku. Po smrti Petra Kováře (březen 2022) časopis řídí šéfredaktor Milan Podobský a dva zástupci šéfredaktora - Jiří Koštýř a Marek Setíkovský (Setík).